# Овальний отвір (серце)

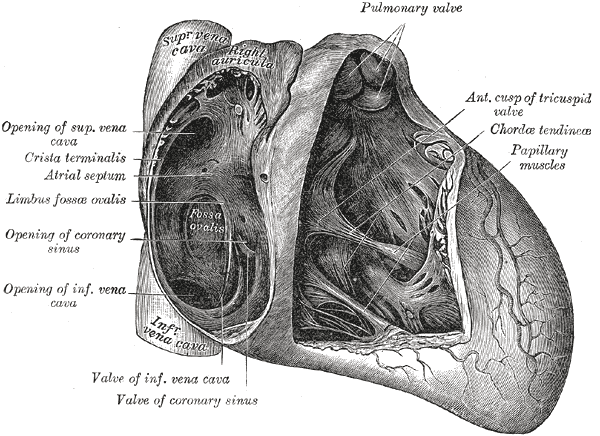
Овальна ямка (внизу зліва)

Овальний отвір (латинською „ovales Loch“) у серці — це клапан між передсердями, який дозволяє крові проходити справа (легеневий кровообіг) наліво (кровообіг тіла) у внутрішньоутробному (пренатальному) кровообізі. Постнатально це один з дефектів міжпередсердної перегородки. Оскільки до народження легені ще не функціонують і тому не мають функціонального кровопостачання, кров тече через овальний отвір у ліве передсердя та через артеріальну протоку (або артеріальну протоку Боталлі) з легеневої артерії в аорту.

## Фізіологічне закриття овального отвору
Після народження новонароджений роздуває легені і починає дихати. Зменшується судинний опір легень. Це також знижує тиск у правому передсерді. Потік крові змінюється, і тепер кров тече з лівого передсердя через овальний отвір у праве передсердя. Первинна перегородка лівого передсердя притискається до другої перегородки правого передсердя: овальний отвір закривається. Пізніше septum primum і septum secundum зливаються разом, створюючи постійне закриття.
Овальний отвір, який був відомий ще в 16 столітті, зазвичай закривається в перші дні або тижні життя. Замість отвору в серці є неглибока ямка fossa ovalis («яйцеподібна ямка»). Овальна ямка в правому передсерді оточена бахромою (limbus fossae ovalis), а в лівому — овальний клапан (falx septi).

## Стійкий овальний отвір (СОО)
Якщо закриття не є повним, воно називається постійним (тобто триваючим) стійким овальним отвором (СОО; англійська: патент [лат. patens 'відкритий'] стійкий овальний отвір, абревіатура також СОО; фр. foramen ovale perméable, абревіатура FOP). До 25% усіх людей постнатально живуть із відкритим овальним отвором у міжпередсердній перегородці. Найкращу інформацію про частоту та розмір СОО дає систематичне дослідження серця померлих патологоанатомом (розтин). У клініці Мейо в США на наявність СОО досліджено 965 сердець померлих людей. СОО виявлено у 27,3%. Частота була однаковою в обох статей, але частота та розмір зменшувалися з віком: 34,3% за перші три десятиліття, 25,4% у 4-8 десятиліттях і 20,2% у 9-му та 10-му десятиліттях. Розмір коливався від 1 до 19мм і склав у середньому 4,9мм. Середній розмір СОО збільшився з віком: 3,4мм у першій декаді та 5,8мм в 10-му десятиліття життя. Багато відкритих овальних отворів не приводять до смерті. Тому частота в клінічних дослідженнях часто нижча. Потім можна використовувати кольорову доплерівську ехокардіографію для виявлення низького кровотоку через цей отвір. Діти не страждають, і лікування зазвичай не потрібне навіть у дорослому віці. Однак, якщо отвір великий і гемодинамічно значущий, він, швидше за все, буде нагадувати дефект міжпередсердної перегородки II (ASDII).

### Інсульт з СОО
Більшість ішемічних інсультів (apoplexia cerebrii) спричинені емболами (судинними пробками). Парадоксальна емболія виникає, коли тромб виходить з вен кровоносної системи і, минаючи легеневі судини, досягає артерій кровоносної системи через СОО. Якщо закупорюється кінцева артерія головного мозку, виникає ішемічна апоплексія. При обстеженні після інсульту зазвичай виявляють інші причини, наприклад сильне звуження сонної артерії, фібриляцію передсердь або попереднє розшарування живильних церебральних артерій. Приблизно у 1 із 6 пацієнтів причина емболії залишається незрозумілою. Цей тип називається «емболічним інсультом невизначеного походження». Оскільки кожен четвертий пацієнт за статистикою має СОО, парадоксальна емболія не обов’язково повинна бути причиною інсульту. Оцінка RoPE (ризик парадоксальної емболії) була розроблена, щоб вирішити, чи має сенс закриття СОО. Оцінка RoPE враховує високий кров'яний тиск, діабет, куріння, попередні інсульти або ТІА, коркову локалізацію поточного інфаркту мозку та вік пацієнта. Оцінка RoPE – це число від 0 до 10, де більші числа представляють вищу ймовірність парадоксальної емболії через СОО.

### Ризик інсульту після несерцевої операції з СОО
При СОО підвищується ризик ішемічного інсульту після несерцевих операцій під загальним наркозом. У ретроспективному когортному дослідженні було проаналізовано 150198 пацієнтів, яким проводили несерцеві операції під загальною анестезією. У 1540 пацієнтів (1%) було відомо про СОО; у 148658 СОО не було задокументовано. На 30 добу після операції спостерігалося 850 (0,6%) ішемічних інсультів. Було 49 (3,2%) інсультів з СОО та 801 (0,5%) без. Однак пацієнти з СОО були старшими та мали більше факторів ризику (Наприклад: гіпертонія, діабет, фібриляція передсердь). Регресійний аналіз, який взяв до уваги всі відомі фактори ризику, все ж показав підвищений ризик інсульту для пацієнтів з СОО.

### Дайвінг з СОО
Відкриті овальні отвори особливо важливі під час підводного плавання, коли мікробульбашки можуть потрапити в артеріальну систему під час занурення коли вирівнюється тиск (проба Вальсальви). Навіть без переваги проби Вальсальви бульбашки венозного газу можуть потрапити в артеріальний кровотік. Коли ви занурюєтеся в холодну воду, тиск у правому передсерді підвищується на 12 мм рт.ст., так що фактична різниця тиску між лівим і правим передсердям вирівнюється, і кров може протікати через СОО. У серії нещасних випадків під час дайвінгу в Університетській лікарні Дюссельдорфа більше половини пацієнтів, які там лікувалися, були пов'язані з СОО.
Згідно з останніми дослідженнями, існує зв’язок між СОО та мігренню. У частини дорослих, у яких овальний отвір закрився, напади мігрені зникли або зменшилися.
Останні дані показують, що залишки овального отвору в лівому передсерді у формі кишені пов’язані з інсультами невідомого походження (особливо у молодих людей), оскільки в такій кишені можуть утворюватися тромби.

## Передчасне закриття овального отвору у плода
Якщо овальний отвір у плода звужується або закривається до народження, це є небезпечним для життя фактором ризику зміни кровообігу дитини після народження. Тому серйозне звуження або закриття овального отвору лікують до народження в утробі матері, щоб покращити лікування після народження. Це можливо за допомогою малоінвазивної процедури.